# Jostein Hasselgård
Jostein Hasselgård (Fredrikstad, 24 de marzo de 1979) es un cantante y pianista noruego, conocido por su participación en el Festival de la Canción de Eurovisión 2003.
Jostein Hasselgård nació en Fredrikstad, la sexta mayor ciudad de Noruega. Comenzó a tocar el piano a la edad de seis años, estudiando en la Academia de Música Noruega en Oslo. Trabajó como profesor de preescolar. 

## Festival de Eurovisión
En 2003 fue el ganador de la preselección noruega para elegir representante en el Festival de Eurovisión (Melodi Grand Prix) con la balada "I'm Not Afraid To Move On". Su participación en el Festival de la Canción de Eurovisión 2003, celebrado en Riga el 24 de mayo, se saldó con una 4ª posición.

## Carrera posterior
En 2006, Jostein y su banda Hasselgård, lanzaron un álbum llamado A few Words.